# 艾謝爾巴赫河 (施瓦察赫河支流)
49°05′35″N 11°17′50″E / 49.093°N 11.29711°E
艾謝爾巴赫河是德國的河流，位於該國東南部，由巴伐利亞負責管轄，屬於施瓦察赫河的支流，河道全長6.1公里，流域面積11.9平方公里。